# Préfecture apostolique d'Oulan-Bator
La préfecture apostolique d'Oulan-Bator (en latin : Praefectura Apostolica Ulaanbaatarensis) est une église particulière de l'Église catholique en Mongolie. Érigée en 1922, elle relève immédiatement du Saint-Siège.

## Territoire
La préfecture couvre l'intégralité du territoire de la Mongolie.
Elle compte sept paroisses, dont quatre à Oulan-Bator (Saints-Pierre-et-Paul, Sainte Marie, Sainte-Sophie et Bon-Pasteur), une à Darkhan (Sainte Marie - Secours des Chrétiens), une à Arvayheer (Sainte Marie, Mère de la Miséricorde), et à Erdenet (Miséricorde Divine, dont le Père Prosper Mbumba d'origine RD Congolaise est le fondateur et premier curé).

## Histoire
La mission sui juris de Mongolie a été fondée le 14 mars 1922, avec le bref apostolique In catholicae Ecclesiae du pape Pie XI ; en 1924 elle prend le nom de mission sui iuris d'Ourga (ancien nom d'Oulan-Bator).
En 1992, après la fin du communisme, le Saint-Siège et le gouvernement mongol établissent des relations diplomatiques et les missionnaires catholiques reviennent en Mongolie.
Le 30 avril 2002, la mission est érigée en préfecture apostolique par la bulle pontificale De universa catholica de Jean-Paul II.
À l'occasion du vingtième anniversaire de la mission en Mongolie, deux nouvelles paroisses sont fondées, celle de Sainte-Sophie à Oulan-Bator et celle de Marie, Mère de la Miséricorde à Arvayheer.
Le premier prêtre catholique d'origine mongole, Joseph Enkh Baatar, né le 24 juin 1987, est ordonné le 28 août 2016 à Oulan-Bator, dans la cathédrale Saints Pierre et Paul.
En 2017, à l'occasion des 25 ans de l’établissement des relations diplomatiques entre le Saint-Siège et la  Mongolie, et le 25e anniversaire de la présence de l’Église catholique en Mongolie est organisée une semaine de formation à la mission à destination des clercs et des laïcs, en présence du Père Ernesto Viscardi.

## Cathédrale
La pro-cathédrale Saints-Pierre-et-Paul a été construite par l'architecte serbe Predak Stupar, et consacrée en 2003 par le cardinal Crescenzio Sepe ; sa forme rappelle celle d'une yourte.

## Responsables Ecclésiastiques

### Supérieurs de la missionSui Juris
- Jerome Van Aertselaer, C.I.C.M. † (1922 - 1924)
- Everard Ter Laak, C.I.C.M. † (1924 - 1931)
- 1931 - 1992: poste vacant
- Wenceslao Selga Padilla, C.I.C.M., 19 avril 1992 - 30 avril 2002

### Préfets apostoliques
- Wenceslao Selga Padilla, C.I.C.M., 30 avril 2002 - †25 septembre 2018
- Giorgio Marengo, I.M.C., depuis le 2 avril 2020